# قصة جديدة للشرطة (فلم 2004)
قصة جديدة للشرطة (بالإنجليزية: New Police Story) هو فيلم أكشن هونغ كونغي إنتاج سنة عام 2004. أنتجه وأخرجه بيني تشان، ومن إنتاج وبطولة جاكي شان. صدر الفيلم في هونغ كونغ في 24 سبتمبر 2004.

## روابط خارجية
- قصة جديدة للشرطة على موقع IMDb (الإنجليزية)
- قصة جديدة للشرطة على موقع روتن توميتوز (الإنجليزية)
- قصة جديدة للشرطة على موقع نتفليكس (الإنجليزية)
- قصة جديدة للشرطة على موقع ألو سيني (الفرنسية)
- قصة جديدة للشرطة على موقع أول موفي (الإنجليزية)
- قصة جديدة للشرطة على موقع فيلمافينيتي (الإسبانية)
- قصة جديدة للشرطة على موقع قاعدة بيانات الأفلام السويدية (السويدية)
- قصة جديدة للشرطة على موقع قاعدة بيانات الفيلم (الإنجليزية)
- قصة جديدة للشرطة على موقع ليتربوكسد (الإنجليزية)
- قصة جديدة للشرطة على موقع كينوبويسك (الروسية)